# Maladera fistulosa
Maladera fistulosa är en skalbaggsart som beskrevs av Brenske 1898. Maladera fistulosa ingår i släktet Maladera och familjen Melolonthidae. Inga underarter finns listade i Catalogue of Life.